# Balazar (Póvoa de Varzim)
Balazar (auch Balasar) ist ein Ort und eine Gemeinde im Norden Portugals. 
Die 2004 seliggesprochene Alexandrina Maria da Costa wurde 1904 hier geboren und starb hier 1955. Ihr Wohnhaus ist international bekannter Anziehungspunkt für Besucher.

## Geschichte
In den königlichen Erhebungen von 1220 wird Balasar als Sancta Eolália de Balazar gelistet. Die heutige Gemeinde entstand erst 1442, durch die Zusammenlegung der zwei Gemeinden Gresufes und Casal. Benannt wurde sie nach dem kleinsten Ort der neuen Gemeinde, Balazar.
Bis zu den Verwaltungsreformen nach der Liberalen Revolution 1822 gehörte Balazar zum Kreis Barcelos, um seit 1836 Póvoa de Varzim zugeordnet zu sein (von 1853 bis 1855 zu Vila Nova de Famalicão).

## Verwaltung
Balasar ist eine Gemeinde (Freguesia) im Kreis (Concelho) von Póvoa de Varzim im Distrikt Porto. Sie besitzt eine Fläche von 11,6 km² und hat 2482 Einwohner (Stand 19. April 2021).
Folgende Ortschaften liegen im Gemeindegebiet:

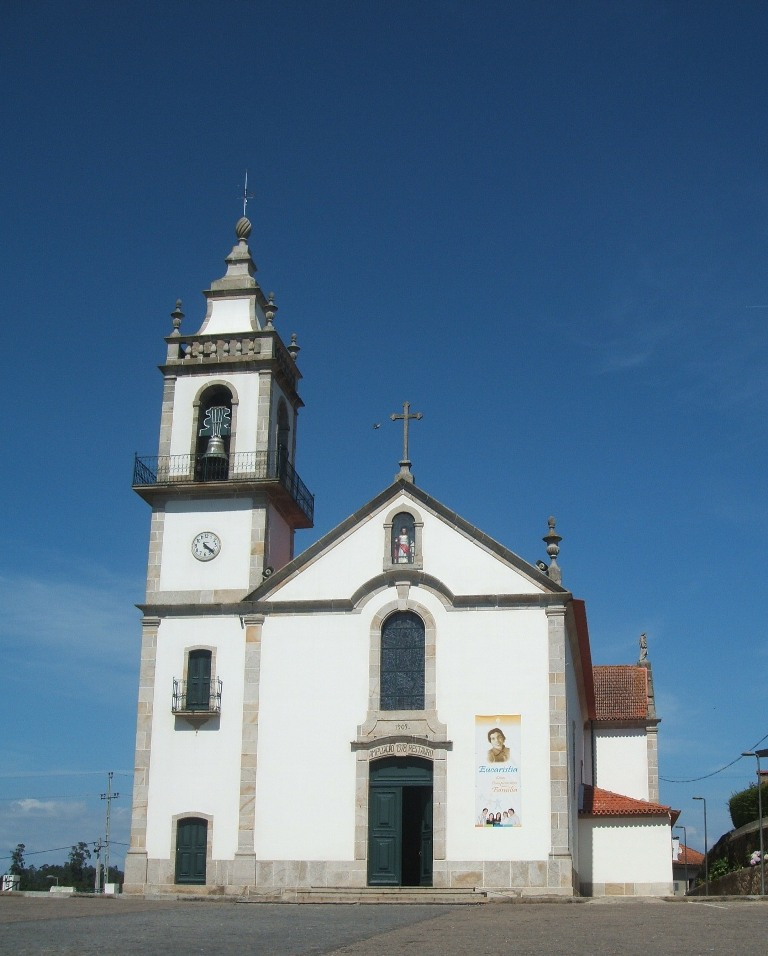
Die Gemeindekirche in Balazar

| - Agrelos - Além - Balazar - Bouça Velha - Calvário - Caminho Largo - Casal - Covilhã | - Cruz - Escariz - Fontainhas - Gandra - Gestrins - Gresufes - Guardinhos - Lousadelo | - Matinho - Monte Tapado - Outeiro - Quintã - Telo - Terra Ruim - Vela - Vila Pouca |

## Sehenswürdigkeiten
Das Geburtshaus der seliggesprochenen Alexandrina Maria da Costa (Casa da Beata Alexandrina) zieht Besucher aus aller Welt an. Es steht unter Denkmalschutz.
Weitere Baudenkmäler in der Gemeinde sind die Gemeindekirche Parochialkirche von Santa Eulália von Balazar, die Kapelle Capela Santa Cruz, und das Herrenhaus Quinta da Covilhã. Auch das Rokoko-Herrenhaus Solar dos Carneiro da Grã-Magriço ist zu erwähnen, welches auch als Casa da Quinta de Dona Benta bekannt ist.

## Wirtschaft
Neben der weiterhin bedeutenden Landwirtschaft sind hier Betriebe der Textilindustrie und des Baugewerbes angesiedelt.